# Cristal per il lungometraggio
Il Cristal per il lungometraggio (Cristal du long métrage) è il premio principale del Festival internazionale del film d'animazione di Annecy, concorso per film d'animazione francese. Attribuito dal 1985 con cadenza biennale, dal 1997 diviene annuale.

## Vincitori e candidati
I vincitori sono indicati in grassetto, a seguire gli altri candidati.

### Anni 1980-1989
- 1985: - Daliás idök, regia di József Gémes
  - Gwen, le livre de sable, regia di Jean-François Laguionie
  - L'enfant invisible, regia di André Lindon
  - The Soldier's Tale, regia di R. O. Blechman
  - The Wind in the Willows, regia di Arthur Rankin Jr. e Jules Bass
- 1987: - Quando soffia il vento (When the Wind Blows), regia di Jimmy Murakami
  - The Monkey King Conquers the Demon, regia di Lin Wen Xiao, Wei Te e Yan Ding Xian
  - Le avventure di Mark Twain (The Adventures of Mark Twain), regia di Will Vinton
  - Krysař, regia di Jiří Barta
  - Valhalla, regia di Peter Madsen e Jeffrey J. Varab
- 1989: - Alice (Něco z Alenky), regia di Jan Švankmajer
  - Akira, regia di Katsuhiro Ōtomo
  - Gandahar, regia di René Laloux
  - Papobo, regia di Hugo Alea
  - Alla ricerca della Valle Incantata (The Land Before Time), regia di Don Bluth

### Anni 1990-1999
- 1991: - Robinson et compagnie, regia di Jacques Colombat
  - Piccolo Nemo - Avventure nel mondo dei sogni (Little Nemo: Adventures in Slumberland), regia di Masami Hata e William Hurtz
  - La tempesta di Shakespeare (Resan till Melonia), regia di Per Åhlin
  - Shkola Izyashchnykh Iskusstv, regia di Andrei Khrjanovsky
  - Le avventure di Oliver (Fuglekrigen i Kanøfleskoven), regia di Jannik Hastrup
- 1993: - Porco Rosso (Kurenai no buta), regia di Hayao Miyazaki
  - Motýlí cas, regia di Břetislav Pojar
  - The Tune, regia di Bill Plympton
  - Under Milk Wood, regia di Les Orton
- 1995: - Pom Poko (Heisei tanuki gassen Ponpoko), regia di Isao Takahata
  - Close to You, regia di Maciek Albrecht
  - La grande avventura di Jungle Jack (Jungledyret Hugo), regia di Stefan Fjeldmark e Flemming Quist Møller
  - L'eroe dei due mondi, regia di Guido Manuli
- 1997: - James e la pesca gigante (James and the Giant Peach), regia di Henry Selick
  - Beavis & Butt-Head alla conquista dell'America (Beavis and Butt-Head do America), regia di Mike Judge
  - La Freccia Azzurra, regia di Enzo D'Alò
  - A casa di Joe (Joe's Apartment), regia di John Payson
  - Die Schelme von Schelm, regia di Hanan Kaminski
  - Werner - Das muß kesseln!!!, regia di Michael Schaack
- 1998: - I Married a Strange Person!, regia di Bill Plympton
  - H.C. Andersen og den skæve skygge, regia di Jannik Hastrup
  - Peccato, regia di Manuel Gomez
  - Pippi Longstocking, regia di Clive A. Smith
  - Jakten på himlens nyckel, regia di Karl Gunnar Holmqvist
- 1999: - Kirikù e la strega Karabà (Kirikou et la Sorcière), regia di Michel Ocelot
  - Solan, Ludvig og Gurin med reverompa, regia di John M. Jacobsen e Nille Tystad
  - Jin-Roh - Uomini e lupi (Jinrō), regia di Hiroyuki Okiura
  - La gabbianella e il gatto, regia di Enzo D'Alò
  - Rugrats - Il film (The Rugrats Movie), regia di Igor Kovaljov e Norton Virgien

### Anni 2000-2009
- 2000: - Non attribuito
- 2001: - Mutant Aliens, regia di Bill Plympton
  - Blood: The Last Vampire (Buraddo Za Rasuto Vanpaia), regia di Hiroyuki Kitakubo
  - Aiuto! Sono un pesce (Hjælp, jeg er en fisk), regia di Stefan Fjeldmark e Michael Hegner
  - Hundhotellet, regia di Per Åhlin
- 2002: - Mari iyagi, regia di Lee Sung-gang
  - Mercano, el Marciano, regia di Juan Antin
  - Metropolis (Metoroporisu), regia di Rintarō
  - Momo alla conquista del tempo, regia di Enzo D'Alò
  - Tristan et Iseut, regia di Thierry Schiel
- 2003: - Mak Dau goo si, regia di Toe Yuen
  - La profezia di Kaena (Kaena, la prophétie), regia di Chris Delaporte
  - Drengen der ville gøre det umulige, regia di Jannik Hastrup
  - L'uovo, regia di Dario Picciau
  - The Legend of the Sky Kingdom, regia di Roger Hawkins
- 2004: - Oseam, regia di Baek-Yeop Sung
  - El Cid - La leggenda (El Cid: La leyenda), regia di José Pozo
  - Hair High, regia di Bill Plympton
  - Pinocchio 3000, regia di Daniel Robichaud
  - Totò Sapore e la magica storia della pizza, regia di Maurizio Forestieri
- 2005: - Nyócker!, regia di Áron Gauder
  - Alyosha Popovich i Tugarin Zmey, regia di Konstantin Bronzin
  - Bland tistlar, regia di Uzi Geffenblad e Lotta Geffenblad
  - Frank & Wendy, regia di Kaspar Jancis, Ülo Pikkov e Priit Tender
  - Terkel in Trouble, regia di Thorbjørn Christoffersen e Stefan Fjeldmark
- 2006: - Renaissance, regia di Christian Volckman
  - Asterix e i vichinghi (Astérix et les Vikings), regia di Stefan Fjeldmark e Jesper Møller
  - Origine (Gin-iro no kami no agito), regia di Keiichi Sugiyama
  - Wallace & Gromit - La maledizione del coniglio mannaro (The Curse of the Were-Rabbit), regia di Nick Park
  - xxxHolic: A Midsummer Night's Dream, regia di Tsutomu Mizushima
- 2007: - Slipp Jimmy fri, regia di Christopher Nielsen
  - Azur e Asmar (Azur et Asmar), regia di Michel Ocelot
  - Brave Story (Bureibu Sutōrī), regia di Kōichi Chigira
  - Film noir, regia di Srđa Penezić e Risto Topaloski
  - Giù per il tubo (Flushed Away), regia di David Bowers e Sam Fell
  - Max & Co, regia di Samuel Guillaume e Frédéric Guillaume
  - Paprika - Sognando un sogno (Papurika), regia di Satoshi Kon
  - Khan Kluay, regia di Kompin Kemgumnird
  - La ragazza che saltava nel tempo (Toki wo kakeru shōjo), regia di Mamoru Hosoda
- 2008: - Sita Sings the Blues, regia di Nina Paley
  - Appleseed Ex Machina (Appurushîdo Ekusu Makina), regia di Shinji Aramaki
  - Chasseurs de dragons, regia di Guillaume Ivernel e Arthur Qwak
  - Peur(s) du noir - Paure del buio (Peur(s) du noir), regia di Blutch, Charles Burns, Marie Caillou, Pierre Di Sciullo, Lorenzo Mattotti e Richard McGuire
  - Lucky Luke e la più grande fuga dei Dalton (Tous à l'Ouest), regia di Olivier Jean-Marie
  - Idiots and Angels, regia di Bill Plympton
  - Nocturna, regia di Víctor Maldonado e Adrià García
  - Piano Forest - Il piano nella foresta (Piano no Mor), regia di Masayuki Kojima
  - Tiffany e i tre briganti (Die Drei Räuber), regia di Hayo Freitag
- 2009: - Mary and Max, regia di Adam Elliot e Coraline e la porta magica (Coraline), regia di Henry Selick
  - Battaglia per la Terra 3D (Battle for Terra), regia di Aristomenis Tsirbas
  - Boogie, regia di Gustavo Cova
  - Kurt blir grusom, regia di Rasmus Sivertson
  - Mostri contro alieni (Monsters vs. Aliens), regia di Rob Letterman e Conrad Vernon
  - My Dog Tulip, regia di Paul Fierlinger
  - The Secret of Kells, regia di Tomm Moore e Nora Twomey
  - Je-bool-chal-ssi I-ya-gi, regia di Kim Il-hyun, Kwak In-keun e Ryu Ji-na

### Anni 2010-2019
- 2010:- Fantastic Mr. Fox, regia di Wes Anderson
  - Nat e il segreto di Eleonora (Kérity, la maison des contes), regia di Dominique Monféry
  - Metropia, regia di Tarik Saleh
  - One Piece - Avventura sulle isole volanti (Wan Pīsu Firumu: Sutorongu Wārudo), regia di Munehisa Sakai
  - Piercing, regia di Liu Jian
  - Summer Wars (Samā Wōzu), regia di Mamoru Hosoda
  - Allez raconte!, regia di Jean-Christophe Roger
- 2011: - Le Chat du rabbin, regia di Joann Sfar e Antoine Delesvaux
  - Un gatto a Parigi (Une vie de chat), regia di Jean-Loup Felicioli e Alain Gagnol
  - Chico & Rita, regia di Fernando Trueba, Javier Mariscal e Tono Errando
  - Colorful (Karafuru), regia di Keiichi Hara
  - Den Kaempestore Bjorn, regia di Esben Toft Jacobsen
  - Jib, regia di Mi Sun Park, Eun Young Park, Ju-Yong Ban, Jae Ho Lee e Huyn-jin Lee
  - L'apprendista Babbo Natale: Il Natale di Nicholas (L'Apprenti Père Noël), regia di Luc Vinciguerra
  - Sojunghan Nare Kkum, regia di Jae-hoon An e Hye-jin Han
  - Tibet inu monogatari, regia di Masayuki Kojima
- 2012: - Crulic - drumul spre dincolo, regia di Anca Damian
  - Arrugas - Rughe (Arrugas), regia di Ignacio Ferreras
  - Asura, regia di Keiichi Sato
  - Couleur de peau: miel, regia di Laurent Boileau e Jung Sik-jun
  - Eun-sil-yee, regia di Kim Sun-ah e Park Se-hee
  - La tela animata (Le Tableau), regia di Jean-François Laguionie
  - Ronal Barbaren, regia di Thorbjørn Christoffersen, Philip Einstein Lipski e Kresten Vestbjerg Andersen
  - Le avventure di Taddeo l'esploratore (Las aventuras de Tadeo Jones), regia di Enrique Gato
  - Viaggio verso Agartha (Hoshi wo ou kodomo), regia di Makoto Shinkai
  - Le avventure di Zarafa - Giraffa giramondo (Zarafa), regia di Rémi Bezançon e Jean-Christophe Lie
- 2013: - Rio 2096 - Una storia d'amore e furia (Uma história de amor e fúria), regia di Luiz Bolognesi
  - Arjun: The Warrior Prince, regia di Arnab Chaudhuri
  - Bersek Golden Age Arc II: The Battle for Doldrey, regia di Toshiyuki Kubooka
  - Jasmine, regia di Alain Ughetto
  - Khumba, regia di Anthony Silverston
  - Il magico mondo di Oz (Legends of Oz: Dorothy's Return), regia di Will Finn e Dan St. Pierre
  - Ma maman est en Amérique, elle a rencontré Buffalo Bill, regia di Marc Boréal e Thibaut Chatel
  - O Apóstolo, regia di Fernando Cortizo
  - Pinocchio, regia di Enzo D'Alò
- 2014: - Il bambino che scoprì il mondo (O Menino e o Mundo), regia di Alê Abreu
  - Asphalt Watches, regia di Shayne Ehman e Seth Scriver
  - Cheatin', regia di Bill Plympton
  - Joban'ni no shima, regia di Mizuho Nishikubo
  - L'arte della felicità, regia di Alessandro Rak
  - Last Hijack, regia di Femke Wolting e Tommy Pallotta
  - Lisa Limone ja Maroc Orange. toramkas armulugu, regia di Mait Laas
  - Minuscule - La valle delle formiche perdute (Minuscule - La vallée des fourmis perdues), regia di Thomas Szabo e Hélène Giraud
  - The Fake, regia di Yeon Sang-ho
- 2015:- Avril et le Monde truqué, regia di Christian Desmares e Franck Ekinci
  - Adama, regia di Simon Rouby
  - Mune - Il guardiano della luna (Mune, le gardien de la lune), regia di Benoît Philippon
  - Pos eso, regia di Samuel Orti
  - Sabogal, regia di Juan José Lozano e Sergio Mejia Forero
  - Miss Hokusai, regia di Keiichi Hara
  - Hana to Arisu Satsujin Jiken, regia di Shunji Iwai
  - Sasha e il Polo Nord (Tout en haut du monde), regia di Rémi Chayé
- 2016:- La mia vita da Zucchina (Ma vie de Courgette), regia di Claude Barras
  - 25 april, regia di Leanne Pooley e Matthew Metcalfe
  - Palle di neve (Snowtime!), regia di Jean-François Pouliot e François Brisson
  - La Jeune Fille sans mains, regia di Sébastien Laudenbach
  - Nuts!, regia di Penny Lane
  - Psiconautas, los niños olvidados, regia di Pedro Rivero e Alberto Vázquez
  - Seoul Station (Seoul-yeok), regia di Yeon Sang-ho
  - Bianca & Grey (Волки и овцы: Бе-е-е-зумное превращение), regia di Andrey Galat e Maxim Volkov
  - Window Horses, regia di Ann Marie Fleming
- 2017:- Lu e la città delle sirene (Yoaketsugeru Rū no uta), regia di Masaaki Yuasa
  - La forma della voce - A Silent Voice (Koe no katachi), regia di Naoko Yamada
  - Animal Crackers, regia di Scott Christian Sava e Tony Bancroft
  - Big Fish & Begonia (Dàyú Hǎitáng), regia di Liang Xuan e Zhang Chun
  - Ethel & Ernest, regia di Roger Mainwood
  - Hao jile, regia di Liu Jian
  - In questo angolo di mondo (Kono sekai no katasumi ni), regia di Sunao Katabuchi
  - Loving Vincent, regia di Dorota Kobiela e Hugh Welchman
  - Tehran Taboo, regia di Ali Soozandeh
  - Zombillénium, regia di Arthur de Pins e Alexis Ducord
- 2018:- Funan, regia di Denis Do
  - Gatta Cenerentola, regia di Alessandro Rak, Ivan Cappiello, Marino Guarnieri e Dario Sansone
  - Mirai (Mirai no Mirai), regia di Mamoru Hosoda
  - Waka okami wa shōgakusei!, regia di Kitarō Kōsaka
  - Seder-Masochism, regia di Nina Paley
  - I racconti di Parvana - The Breadwinner (The Breadwinner), regia di Nora Twomey
  - Tito e os pássaros, regia di Gabriel Bitar, Gustavo Steinberg e André Catoto Dias
  - Wall, regia di Cam Christiansen
  - Virus tropical, regia di Santiago Caicedo
  - La casa lobo, regia di Cristóbal León e Joaquín Cociña
- 2019:- Dov'è il mio corpo? (J'ai perdu mon corps), regia di Jérémy Clapin
  - Buñuel - Nel labirinto delle tartarughe (Buñuel en el laberinto de las tortugas), regia di Salvador Simó
  - La mia fantastica vita da cane (L'Extraordinaire Voyage de Marona), regia di Anca Damian
  - La famosa invasione degli orsi in Sicilia (La Fameuse Invasion des ours en Sicile), regia di Lorenzo Mattotti
  - Les Hirondelles de Kaboul, regia di Zabou Breitman e Éléa Gobbé-Mévellec
  - Ride Your Wave (Kimi to, nami ni noretara), regia di Masaaki Yuasa
  - Checkered Ninja (Ternet ninja), regia di Anders Matthesen e Thorbjørn Christoffersen
  - Anche se il mondo finisse domani (Ashita sekai ga owaru to shite mo), regia di Yūhei Sakuragi
  - The Wonderland (Bâsudê wandârando), regia di Keiichi Hara
  - Bai She: Yuan qi, regia di Wong Kahong e Zhao Ji

### Anni 2020-2029
- 2020:- Calamity, une enfance de Martha Jane Cannary, regia di Rémi Chayé
  - Seven Days War (Bokura no nanoka-kan sensō), regia di Yuta Murano
  - Bigfoot Family, regia di Ben Stassen e Jeremy Degruson
  - Ogoniok-ognivo, regia di Konstantin Shchekin
  - Jungle Beat - Il film (Jungle Beat: The Movie), regia di Brent Dawes
  - Zabij to i wyjedź z tego miasta, regia di Mariusz Wilczyński
  - Lupin III - The First (ルパン三世), regia di Takashi Yamazaki
  - Nahuel and the Magic Book, regia di Germán Acuña
  - Petit Vampire, regia di Joann Sfar
  - Nos ili zagovor netakikh, regia di Andreï Khrjanovski
- 2021:- Flee (Flugt), regia di Jonas Poher Rasmussen
  - Hayop Ka! The Nimfa Dimaano Story, regia di Avid Liongoren
  - Jiang Ziya: The Legend of Deification, regia di Wei Li e Teng Cheng
  - Josée, la tigre e i pesci (Joze to Tora to Sakanatachi), regia di Kotaro Tamura
  - La Traversée, regia di Florence Miailhe
  - Lamya's Poem, regia di Alex Kronemer
  - Ma famille afghane, regia di Michaela Pavlátová
  - Poupelle of Chimney Town, regia di Yusuke Hirota
  - Rotzbub, regia di Marcus Rosenãœller e Santiago Lopez Jover
  - The Ape Star, regia di Linda Hambäck
  - The Deer King, regia di Masashi Ando e Masayuki Miyaji
- 2022:- Le avventure del Piccolo Nicolas (Le Petit Nicolas : Qu'est-ce qu'on attend pour être heureux ?), regia di Amandine Fredon e Banjamin Massoubr
  - Charlotte, regia di Eric Warin e Tahir Rana
  - Goodbye, DonGlees! (Gubbai, Don Gurīzu!), regia di Atsuko Ishizuka
  - Manodopera (Interdit aux chiens et aux Italiens), regia di Alain Ughetto
  - La casa degli smarriti sul promontorio (Misaki no Mayoiga), regia di Shinya Kawatsura
  - My Love Affair with Marriage, regia di Signe Baumane
  - Nayola, regia di José Miguel Ribeiro
  - Saules aveugles, femme endormie, regia di Pierre Foldes
  - The Island, regia di Anca Damian
  - Unicorn Wars, regia di Alberto Vazquez
- 2023:- Linda e il pollo (Linda veut du poulet !), regia di Chiara Malta e Sébastien Laudenbach
  - Four Souls of Coyote, regia di Áron Gauder
  - The Tunnel to Summer, the Exit of Goodbyes, regia di Tomohisa Taguch
  - Sirocco et le Royaume des courants d'air, regia di Benoît Chieux
  - Il mio amico robot (Robot Dreams), regia di Pablo Berger
  - Tony, Shelly and the Magic Light, regia di Filip Pošivač
- 2024:- Memoir of a Snail, regia di Adam Elliot
  - Flow - Un mondo da salvare (Flow), regia di Gints Zilbalodis
  - Una barca in giardino (Slocum et moi), regia di Jean-François Laguionie
- 2025:- Arco, regia di Ugo Bienvenu
  - Marcel et Monsieur Pagnol, regia di Sylvain Chomet
  - Allah n'est pas obligé, regia di Zaven Najjar
  - Amélie et la Métaphysique des tubes, regia di Maïlys Vallade e Liane-Cho Han